# Dagmar Tučková
Dagmar Tučková (Louny, 16 gennaio 1974) è un'ex cestista ceca, fino al 1992 cecoslovacca.

## Carriera
Con la Rep. Ceca ha disputato due edizioni dei Campionati europei (1995, 1997).